# RBP7
RBP7‏ (Retinol binding protein 7) هوَ بروتين يُشَفر بواسطة جين RBP7 في الإنسان.